# Station Streatham Hill
Streatham Hill is een spoorwegstation van National Rail in Lambeth in Engeland. Het station is eigendom van Network Rail en wordt beheerd door Southern. 